# Josip Žičkar
Josip Žickar, der Vorname wird auch Jožef, Joseph oder Josef, der Nachname auch Sitschker geschrieben (* 12. Februar 1846 in Rastes (Raztez), Gemeinde Krško, Untersteiermark; † 27. September 1905 in Wien) war Pfarrer und Abgeordneter zum Österreichischen Abgeordnetenhaus.

## Leben
Josip Žičkar war Sohn des Landwirts Mihael Žičkar. Nach dem Besuch einer Volksschule in Reichenburg (heute Brestanica) ging er zwischen 1859 und 1867 auf ein Gymnasium in Cilli. Von 1867 bis 1871 besuchte er ein Priesterseminar in Marburg und wurde im Jahr 1870 zum Priester geweiht. Er begann seine Karriere 1871 als Kaplan in Hochenegg, wurde 1875 Vikar an der Stadtpfarre in Cilli, 1887 Pfarrer in Weitenstein und letztendlich im Jahr 1900 Pfarrer und Dechant in Videm.
Er war ein führender slowenisch-katholischer Funktionär in der Untersteiermark. Ab 1876 war er auch Obmann-Stellvertreter des Lesevereins in Cilli, außerdem war er Mitgründer und ab 1879 auch Obmann des Katholischen Arbeiter-Unterstützungsvereins in Cilli, der Spar- und Darlehenskasse, des Lesevereins in Weitenstein und ab 1901 auch des politischen Vereins „Sava“ für den Bezirk Rann. Im Jahr 1885 war er auch Gründungsmitglied und Mitglied des Ausschusses des slowenischen Schulvereins „Družba Sv. Cirila in Metoda“ in Laibach.
Von 1896 bis 1905 war er Mitglied im steiermärkischen Landtag (VIII. und IX. Wahlperiode). Bis 1900 war er auch in der Bezirksvertretung Gonobitz.
Er war römisch-katholisch und blieb zeit seines Lebens ledig.

## Politische Funktionen
Josip Žičkar war vom 27. März 1897 bis zu seinem Tod am 27. September 1905 Abgeordneter des Abgeordnetenhauses im Reichsrat (IX. und X. Legislaturperiode).
In beiden Legislaturperioden war er im Kronland Steiermark für die Wählerklasse Allgemeine Wählerklasse 4 (Cilli, Franz, Oberburg, Tüffer, Schönstein, Gonobitz, Windischgratz, Pettau, Friedau, St. Leonhard, Rohitsch, St. Marein, Rann, Drachenburg, Lichtenwald, Luttenberg, Ober-Radkersburg) zuständig.

## Klubmitgliedschaften
Josip Žičkar war Mitglied im Slawischen christlich-nationalen Verband (Slovanska krščanska-narodna zveza), ab 1901 im Slawischen Zentrum und ab dem 10. Juni 1902 im slowenisch-katholischen Slawischen Verband (Slovanska zveza).